# Hammam Sidi Slimane
Hammam Sidi Slimane est une localité algérienne, chef-lieu de la commune de Sidi Slimane dans la wilaya de Tissemsilt, au sud de l'Ouarsenis, source d'eau chaude. C'est une station thermale, quoiqu'en baisse d'activité.